# Pilota de tennis

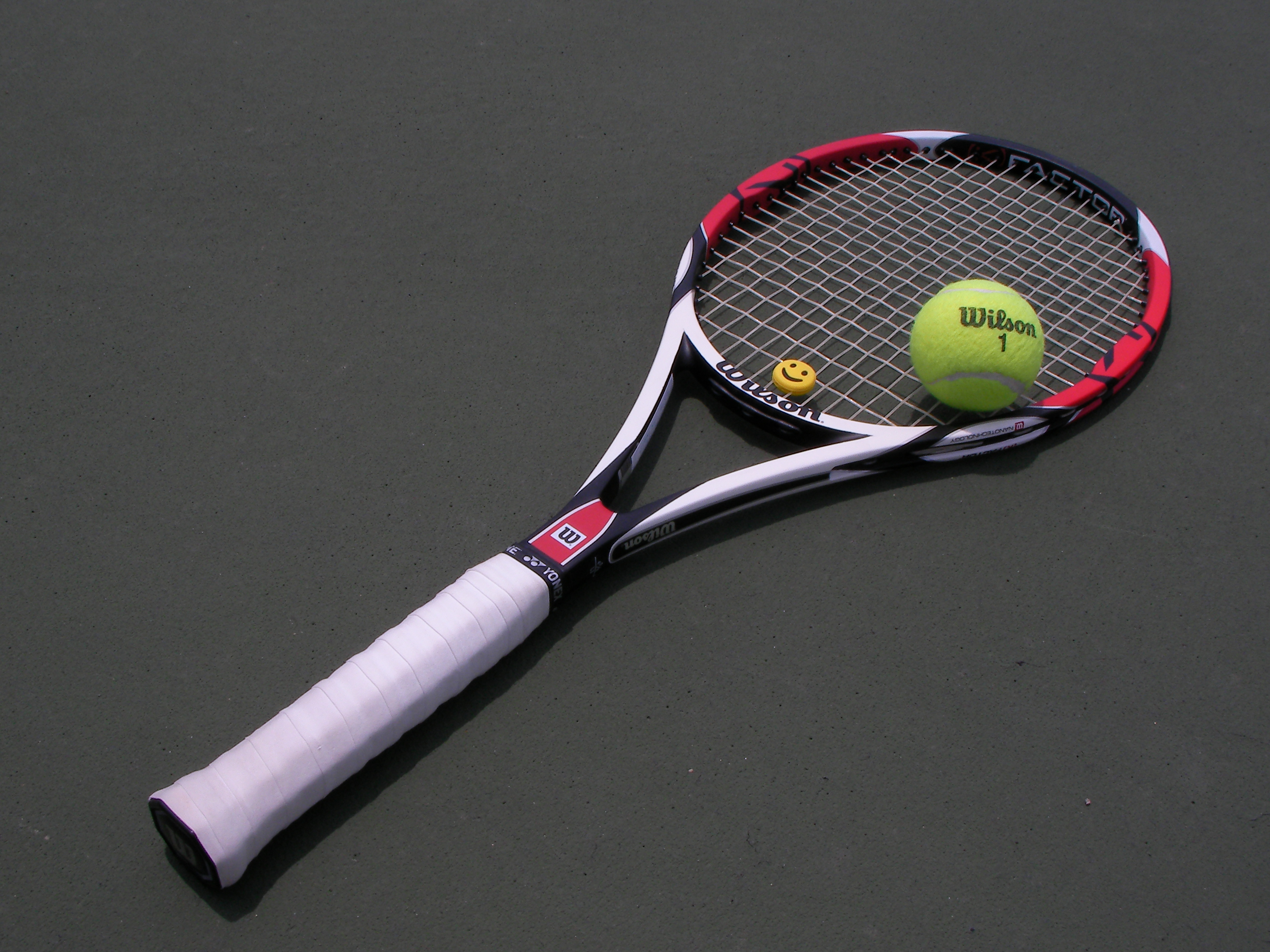
Raqueta i pilota de tennis.

Una pilota de tennis és una pilota de petit diàmetre, en comparació amb la mida d'altres pilotes, que s'utilitza en la pràctica de l'esport del tennis. Per a impulsar-la s'utilitza una raqueta. Un professional pot fer que arribi a agafar una velocitat de 263 km/h. La pilota es recobreix amb feltre (en general de color groc amb ratlles blanques), ja que permet una trajectòria més correcta, en comparació amb una pilota totalment llisa. De mitjana, una pilota de tennis pesa de 56 a 58 grams.

## Fabricació

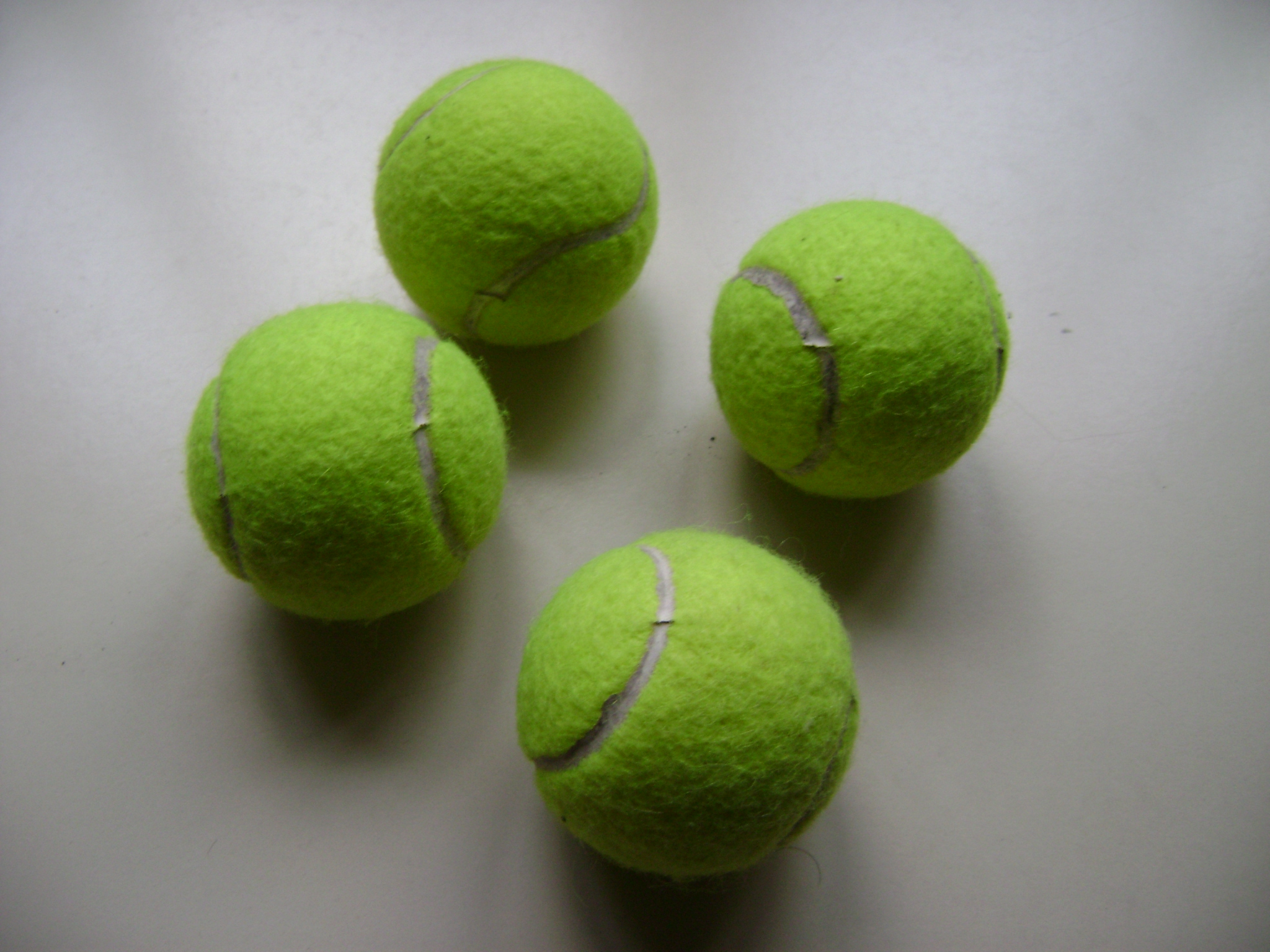
Pilotes de tennis.

L'element bàsic de les pilotes de tennis és la goma. En el primer pas es prem el cautxú en motlles, aconseguint peces en forma de petxines semiesfèriques buides. Després, es col·loca una pastilla de nitrogen dins de dues semiesferes de i s'enganxen amb una cola especial per al cautxú. Per reforçar la unió, les dues meitats de goma es fusionen amb una premsa a 200° C, durant una etapa coneguda com a Vulcanització. Amb l'escalfor, pastilla de nitrogen explota, alliberant el gas que omple la pilota amb una atmosfera neutre a una certa pressió.
A continuació, es recobreix la superfície exterior amb feltre, (una tela composta de niló i llana de color groc). Per fer-ho, s'hi enganxen (amb una massa blanca) dues peces de feltre, tallades prèviament de forma que es complementen i es sotmet la pilota a una nova vulcanització, per tal d'aconseguir la millor adherència del material a la pilota.
En el pas final, les pilotes s'envasen en tubs de plàstic segellats hermèticament sota una pressió d'aproximadament 2 atmosferes per evitar qualsevol pèrdua de pressió abans de l'arribada a les pistes de tennis. En els tornejos professionals, una pilota no s'utilitza durant més de 9 jocs. N'hi ha prou amb aquest curt període perquè puguin sorgir petites deformacions a la seva superfície.